# جین اسمیت-کمرون
جین اسمیت-کمرون (انگلیسی: Jean Smith-Cameron؛ زادهٔ ۷ سپتامبر ۱۹۵۷) یک هنرپیشه اهل ایالات متحده آمریکا است. وی قسمت اعظم زندگی هنری خود را در تیٰاتر گذراند و لی دیرتر در سینما و تلویزیون هم به فعالیت پرداخت. او با نمایشنامه نویس، فیلمنامه‌نویس و کارگردان فیلم، کنت لورنگان ازدواج کرد. آن دو یک دختر به نام نلی دارند.

## گزیدهٔ آثار

### سینما
- مردی روی لبه (۲۰۱۲)
- می‌توانی روی من حساب کنی (۲۰۰۰)
- خشم ۲ (۱۹۹۹)
- درون و بیرون (۱۹۹۷)
- هریت جاسوس (۱۹۹۶)
- سابرینا (۱۹۹۵)
- آفرودیت توانا (۱۹۹۵)
- آن شب (۱۹۹۲)
- تقاطع خیابان ۸۴ (۱۹۸۷)

### تلویزیون
- خون حقیقی (۲۰۱۲–۲۰۱۱)
- قانون و نظم (۱۹۹۸ و ۲۰۰۱ و ۲۰۰۳)